# Augustin Steininger
Augustin Steininger (* 15. März 1794 in Merzenstein; † 22. August 1875 in Zwettl) war ein österreichischer Zisterzienserabt.

## Leben
Der in das Stift Zwettl eingetretene Augustin Joseph Steininger war von 1822 bis 1827 Professor für Kirchenrecht und -geschichte an der theologischen Lehranstalt des Klosters Heiligenkreuz, außerdem Subprior, Novizenmeister und Pfarrer in Etzen. Als Waldmeister wurde er 1847 zum Abt gewählt. 1861 und 1869 war er auch Präses der österreichisch-ungarischen Zisterzienserkongregation.
1872 ließ er ein Stiftsgymnasium errichten, das 1874 den Schulbetrieb aufnahm, den staatlichen Behörden aber überflüssig erschien und  schon 1875 wieder aufgelöst wurde.

## Auszeichnungen
- 1860: Orden der Eisernen Krone III. Klasse
- 1868: Komturkreuz des Franz-Joseph-Ordens